# San José del Guaviare
San José del Guaviare is een stad in Colombia en is de hoofdplaats van het departement Guaviare. In 2005 telde San José del Guaviare 34.863 inwoners.
De stad is de zetel van het rooms-katholieke bisdom San José del Guaviare.